# Baryscapus racemariae
Baryscapus racemariae är en stekelart som först beskrevs av William Harris Ashmead 1886.  Baryscapus racemariae ingår i släktet Baryscapus och familjen finglanssteklar. Inga underarter finns listade.